# Bijeli zovoj
Bijeli zovoj ili bijeli pomorčić je jedina vrsta ptice iz roda Pagodroma iz porodice zovoja. Ima dvije podvrste, koje se razlikuju po veličini i obliku. Živi na južnom polu.  Životni vijek ove ptice je 14-20 godina. Procijenjena populacija ovih ptica je 4 000 000 odraslih jedinki.

## Opis
Duga je 36-41 cm (veličina goluba), a ima raspon krila 76-79 cm. Teška je 200-570 grama. Bijele je boje, a oči i kljun su crne boje. Noge su plavosive boje. Jedna je od najljepših antarktičkih ptica. Hrani se ribama, mekušcima, glavonošcima, krilom i strvinama. Način leta joj je sličan šišmiševu letu. Jako je društvena i često se viđa u velikim jatima. Dosta puta je viđeno da ove ptice sjede na santama leda.

### Razmnožavanje
Ove ptice se gnijezde u kolonijama na liticama blizu mora, na Antarktičkom poluotoku ili antarktičkim otocima. Kao gnijezdišta služe rupe u liticama, ili ih ptice naprave od šljunka. U gnijezda postavljaju jedno bijelo jaje iz kojega se izlegne ptić za 41-49 dana. Dobiva perje 7 tjedana kasnije, kada napušta roditelje. Loši vremenski uvjeti mogu loše djelovati na jaja i mlade. Ako snijeg padne, ponekad su roditelji prisiljeni ostaviti ptića da gladuje i ugine. Jajima i mladima često štete i veliki grabežljivi galebovi. Smrtnost jaja je 50 %, a smrtnost mladih 10-15 %. Neke jedinke ostaju u kolonijama tijekom cijele godine, gdje se nekad i kupaju u snijegu.

## Galerija
- Pagodroma nivea